# Paula Wagner
Paula Wagner (Youngstown, 12 december 1946) is een Amerikaans filmproducent. Bekende werken van Wagner zijn onder andere The Last Samurai, Mission Impossible en de daaropvolgende reeks.

## Jeugd
Wagner is geboren in 1946 in Youngstown (Ohio) met de meisjesnaam Sue Kauffman. Wagners moeder was een redactrice en haar vader een zakenman. Ze studeerde drama aan Carnegie Mellon University in Pittsburgh, Pennsylvania.

## Privé
Wagner was getrouwd met designer Robin Wagner, later trouwde ze met Rick Nicita. Ze heeft twee kinderen uit het laatste huwelijk.

## Filmografie als producer
| Titel                   | Jaar |
| ----------------------- | ---- |
| Jack Reacher            | 2012 |
| Five                    | 2011 |
| Death Race 2            | 2010 |
| Death Race              | 2008 |
| The Eye                 | 2008 |
| Mission: Impossible III | 2006 |
| Ask the Dust            | 2006 |
| Elizabethtown           | 2005 |
| War of the Worlds       | 2005 |
| Suspect Zero            | 2004 |
| The Last Samurai        | 2003 |
| Shattered Glass         | 2003 |
| Hitting It Hard         | 2002 |
| Narc                    | 2002 |
| Vanilla Sky             | 2001 |
| The Others              | 2001 |
| Mission: Impossible II  | 2000 |
| Without Limits          | 1998 |
| Mission: Impossible     | 1996 |